# Hjeltholmen (Alver)
Ne doit pas être confondu avec Hjeltholmen.
Hjeltholmen ou Lensmannsholmen est une île norvégienne dans le comté de Hordaland. Elle fait partie du territoire de l'ancienne commune de Meland, aujourd'hui rattachée à Alver (en).

## Géographie
Rocheuse et couverte d'arbres, elle s'étend sur environ 139 m de longueur pour une largeur approximative de 60 m. Elle compte une habitation.